# Джон Маккей
Джон Б. Маккей (на английски: John B. McKay) (8 декември 1922 – 27 април 1975 г.) е американски инженер и тест пилот на НАСА. Участник в експерименталната програма X-15. Има 29 полета на ракетоплана – второ постижение между всички пилоти в програмата.

## Образование
Джон Б. Маккей е завършил гимназия и Политехническия институт във Вирджиния, от който получава бакалавърска степен по аерокосмическо инженерство през 1950 г.

## Военна кариера
Джон Маккей постъпва в USN и участва като боен пилот във Втората световна война. Участва в сраженията на Тихоокеанския боен театър и е награден с две големи отличия: Air Medal with two clusters и Presidential Unit Citation.

## Служба в НАСА
След войната Джон Маккей напуска USN. Той започва работа в НАСА на 8 февруари 1951 г. На 11 юли 1952 г. придобива статут на експериментален тест пилот. Той е избран в програмата X-15 през 1958 г. Включен е в селекцията 1958 USAF Man In Space Soonest group, първия подбор на хора за космически полет. Джон Маккей е вторят човек след Скот Кросфийлд, който лети на X-15. Напуска НАСА след двадесетгодишна служба, посветена на високоскоростните полети, на 5 октомври 1971 г. Той е член на Асоциацията на експерименталните тестови пилоти. През 2005 г., Джон Маккей получава (посмърто) "астронавтски крила на НАСА" и звание "астронавт", но неговия Полет 150 не е признат за космически полет.

## В Програмата Х – 15
Джон Маккей извършва 29 полета по програмата X-15, второ постижение от дванадесетте участвали пилоти. Първия си полет осъществява на 28 октомври 1960 г., а последния - на 8 септември 1966 г. По време на Полет 150, на 28 септември 1965 г. Джон Маккей достига височина 55,9 мили (90 км) - пето постижение в програмата. Най-високата скорост, която постига с ракетоплана е по време на Полет 137, на 22 юни 1965 – 3938 мили/час (6338 км/час) – седмо постижение между всички участници.

## Награди
- Медал на ВВС с два дъбови листа;
- Почетен знак на Президента на САЩ;
- Почетен медал John J. Montgomery;
- В Почетната зала на Политехниката във Вирджиния.

В Космическата Зала на Славата от 1996 г.